# Bashkia e Pogradecit
Bashkia e Pogradecit är en kommun i Albanien.   Den ligger i prefekturen Qarku i Korçës, i den centrala delen av landet, 80 kilometer sydost om huvudstaden Tirana.
Omgivningarna runt Bashkia e Pogradecit är en mosaik av jordbruksmark och naturlig växtlighet.  Runt Bashkia e Pogradecit är det ganska tätbefolkat, med 116 invånare per kvadratkilometer.